# Bronte Barratt
Bronte Amelia Arnold Barratt OAM (* 8. Februar 1989 in Brisbane, Queensland) ist eine australische Freistilschwimmerin.

## Werdegang
Bronte Barratt lebt in Brisbane und startet für den Albany Creek Swim Club. Sie ist Enkelin der Leichtathletin und Olympiateilnehmerin Margaret Johnson. Erste Erfolge feierte sie als Juniorin, etwa mit dem Gewinn von neun nationalen Meistertiteln im Alter von 15 Jahren oder dem Gewinn von fünf Goldmedaillen bei den Junioren-Pan-Pazifik-Meisterschaften. Ihren internationalen Durchbruch im Elitebereich hatte sie bei den Schwimmweltmeisterschaften 2005 in Montreal, wo sie mit der 4 × 200-m-Freistilstaffel Australiens die Silbermedaille gewann. Im folgenden Jahr gewann sie bei den Kurzbahnweltmeisterschaften in Shanghai den Titel mit der Staffel. Auf der 400-m-Strecke gewann sie Silber. Bei den Pan-Pazifischen Meisterschaften, ebenfalls 2006, in Victoria gewann sie erneut Silber mit der 4 × 200-m-Staffel. Hinzu kam ein Dritter Rang über 200 m und Platz fünf über 400 m. 2007 verpasste Barratt mit der 4 × 200-m-Staffel bei den Weltmeisterschaften in Melbourne als Viertplatzierte eine Medaille. Auch die weiteren Rennen verliefen nicht gut, über 200 m scheiterte sie im Halbfinale, über 400 m in den Vorläufen.
In die Erfolgsspur fand Barratt vor den Olympischen Spielen zurück. Bei den Kurzbahnweltmeisterschaften in Manchester gewann sie Bronze mit der 4 × 200-m-Freistilstaffel und verpasste als Vierte über 400 m eine weitere Medaille nur knapp. Bei den Spielen in Peking trat die Australierin über drei Strecken an. Zunächst wurde sie Siebte über 400 m; dieselbe Platzierung erreichte sie über 200 m. Zum größten Erfolg der Karriere wurde der Gewinn der Goldmedaille in der Weltrekordzeit von 7:44,31 min an der Seite von Stephanie Rice, Kylie Palmer und Linda Mackenzie mit der 4 × 200-m-Freistilstaffel.
Bei den Commonwealth Games 2010 in Neu-Delhi siegte Barratt mit der 4 × 200-m-Freistilstaffel. Auch bei den Commonwealth Games 2014 in Glasgow holte sie Gold mit der 4 × 200-m-Freistilstaffel, außerdem Bronze über 200 Meter und 400 Meter Freistil.
Für ihre Verdienste um den Sport als Goldmedaillengewinnerin bei den Olympischen Spielen 2008 in Peking wurde sie 2009 mit der Medaille des Order of Australia ausgezeichnet.

## Rekorde
| Weltrekorde (1)                                  | Weltrekorde (1) | Weltrekorde (1) | Weltrekorde (1) |
| ------------------------------------------------ | --------------- | --------------- | --------------- |
| 4 × 200 m Freistil (mit Rice, Palmer, Mackenzie) | 7:44,31 min     | 14. August 2008 | Peking          |
| (Stand: 14. August 2008)                         |                 |                 |                 |